# Megatrupes cavicollis
Megatrupes cavicollis är en skalbaggsart som beskrevs av Bates 1887. Megatrupes cavicollis ingår i släktet Megatrupes och familjen tordyvlar. Inga underarter finns listade i Catalogue of Life.